# Sammanfattning
Sammanfattning, ofta även benämnd abstract, är en kortare summering av en längre akademisk text. Dess längd kan variera beroende på totala textens längd, för artiklar i akademiska tidskrifter rör det sig vanligen om ett antal stycken. Syftet är att ge den tänkbara läsaren en uppfattning om texten i sin helhet är relevant vad man söker efter. Vanligen är sammanfattningarna tillgängliga för alla (bland annat i databaser), medan själva texten är begränsad till exempelvis dem som prenumererar på tidsskiften. Detta medför att det har blivit viktigare att sammanfattningen är så bra att läsaren vill fortsätta läsa hela artikeln. 
Ofta används termerna sammanfattning och abstrakt att betyda samma sak, men ibland görs en skillnad. På engelska används i sällsynta fall till och med både sammanfattning (summary) och abstrakt (abstract). Medan en sammanfattning är skriven som en kort version av hela arbetet fungerar en abstrakt snarare som en beskrivning av arbetet. I många fall utelämnar en abstrakt  både resultat och slutsatser, men nämner att de presenteras i arbetet.
Vanliga delar i en akademisk sammanfattning är en motivering till varför ämnet är viktigt, vad det är för problem som undersöks, metoden för att lösa problemet, resultaten av undersökningen samt undersökningens slutsatser. Den text som en sammanfattning summerar behöver inte vara publicerad.[källa behövs] Det kan röra sig om sammanfattning av opublicerad forskning, som skickas in som deltagarbidrag till en vetenskaplig konferens. 